# Rieux-Volvestre
Rieux-Volvestre (okcitansko Rius) je naselje in občina v južnem francoskem departmaju Haute-Garonne regije Jug-Pireneji. Leta 2008 je naselje imelo 2.401 prebivalca.

## Geografija
Naselje leži v pokrajini Languedoc ob reki Arize, 48 km jugozahodno od Toulousa.

## Uprava
Rieux-Volvestre je sedež istoimenskega kantona, v katerega so poleg njegove vključene še občine Bax, Gensac-sur-Garonne, Goutevernisse, Lacaugne, Latrape, Lavelanet-de-Comminges, Mailholas, Saint-Julien-sur-Garonne in Salles-sur-Garonne s 3.950 prebivalci.
Kanton Rieux-Volvestre je sestavni del okrožja Muret.

## Zanimivosti
- gotska katedrala Marijinega Rojstva, sedež nekdanje škofije, ustanovljene leta 1317, ukinjene s konkordatom 1801,
- stavba maison Laguens iz 16. do 18. stoletja, danes medicinski center,
- pont de Lajous, most na reki Arize, grajen v letih 1620-1683,
- pont d'Auriac, most s kapelo Notre-Dame de Bonne Garde.

## Pobratena mesta
- Font-Rubí (Katalonija, Španija);